# Jelena Vesnina
Jelena Sergejevna Vesnina, rus. Елена Сергеевна Веснина (Lvov, Ukrajina, 1. kolovoza 1986.) umirovljena je tenisačica iz Rusije.
Profesionalnu karijeru započela je 2002. godine, a do sada su joj najveći uspjesi 4. kolo Australian Opena iz 2006. i 2013. te Wimbledona iz 2009. godine. Puno više uspjeha ima u igri parova, gdje je osvojila 10 WTA i 6 ITF turnira, od kojih je najznačajniji Roland Garros 2013. (u paru s Jekaterinom Makarovom). Najbolji pojedinačni WTA plasman ostvarila je u listopadu 2009. kada je zauzimala 22. mjesto, dok joj je u igri parova najbolje 7. mjesto iz svibnja 2012. godine.
Treneri su joj otac Sergej i Andrej Česnokov.

## Vanjske poveznice
- Službena stranica  Arhivirana inačica izvorne stranice od 23. prosinca 2019. (Wayback Machine) (engl.)(rus.)
- Profil na stranici WTA Toura (engl.)